# Avenue Pierre-Kérautret
L'avenue Pierre-Kérautret est une voie de communication de Romainville.

## Origine du nom

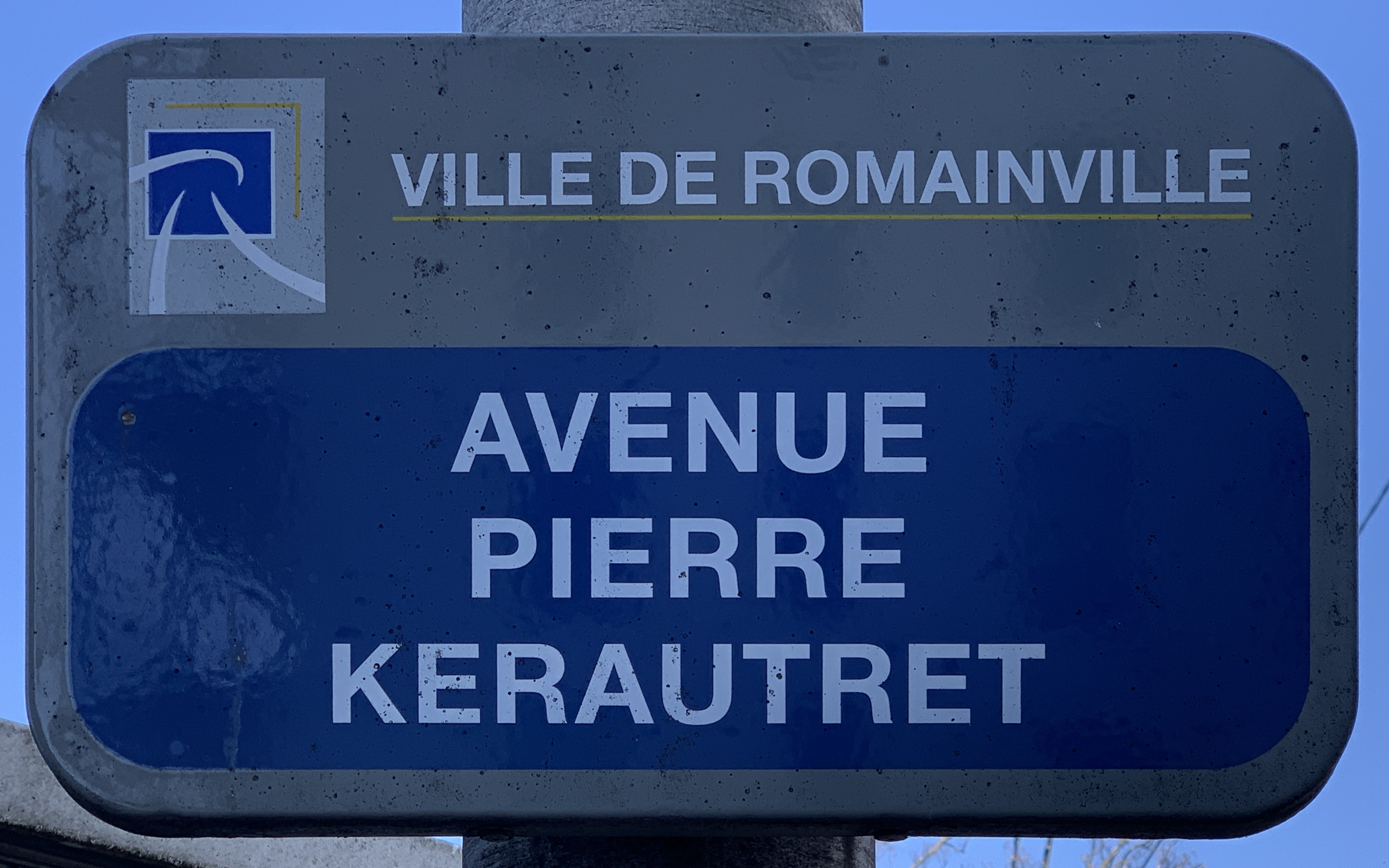
Avenue Pierre-Kérautret, 2021.

Le 2 mars 1982, elle a été renommée en hommage à Pierre Kérautret, maire de la ville à partir de 1935, et destitué pour appartenance au Parti communiste le 15 février 1940, résistant et déporté, puis à nouveau maire de 1944 à 1966.

## Historique

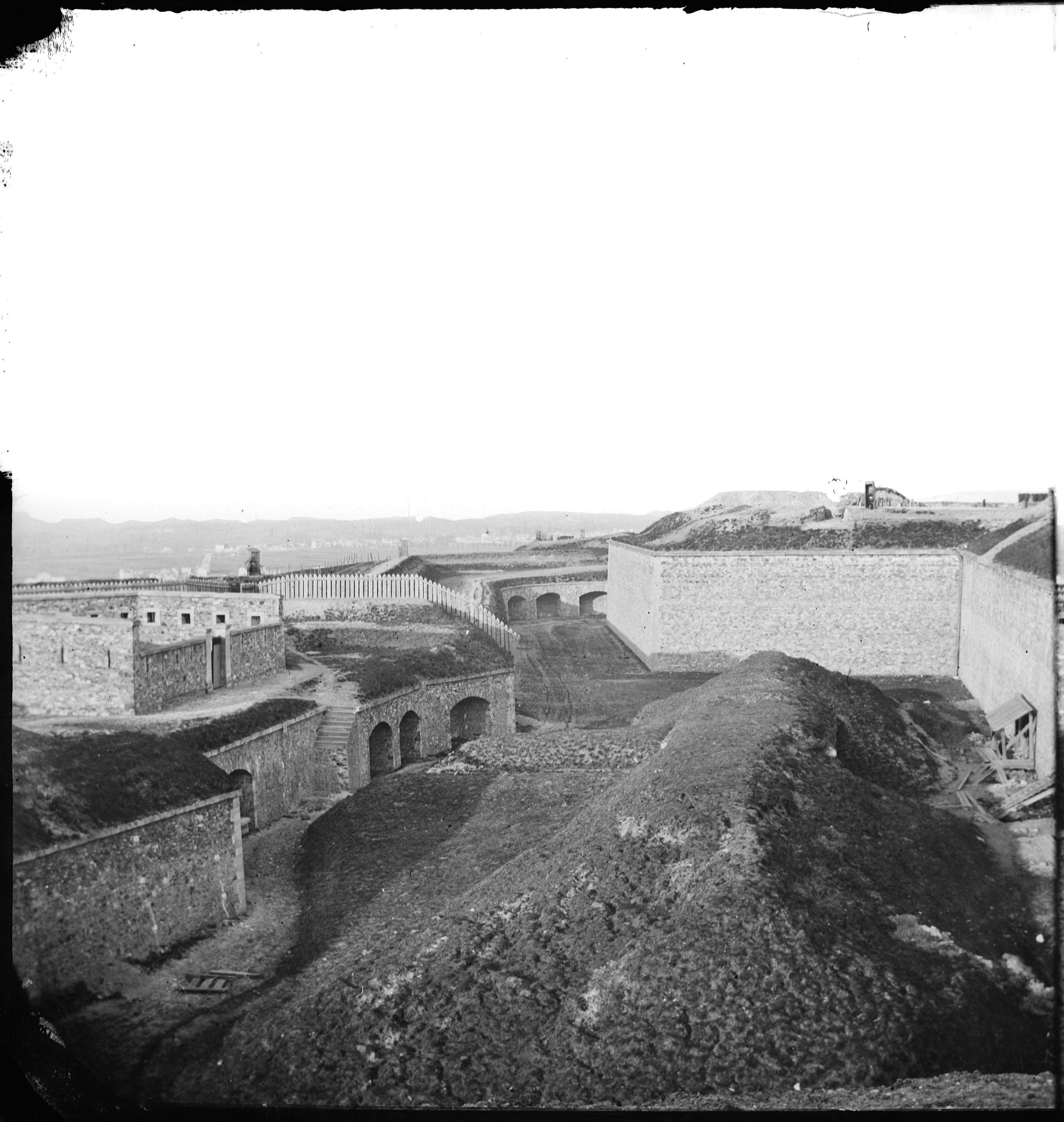
Le fort de Noisy en 1871.

Cet axe de communication est l'ancienne route stratégique du fort de Noisy. Elle changea de statut en 1886 pour devenir le « chemin vicinal de grande communication no 40 », et revint à l'administration civile.
Elle s'appela ensuite « avenue de Brazza », en l'honneur de Savorgnan de Brazza. Le passage Brazza, dans les environs, en garde la mémoire.

## Bâtiments remarquables et lieux de mémoire
- Fort de Noisy.